# Блаев, Борис Хагуцирович
Борис Хагуцирович Блаев (1936—2019) — советский хозяйственный и политический деятель.

## Биография
Родился в 1936 году в посёлке Терек. Член КПСС.
Окончил Северо-Кавказский горно-металлургический институт.
В 1959—1989 гг. — старший мастер рудника «Молибден», главный инженер, начальник рудника, заместитель главного инженера, главный инженер, директор, генеральный директор Тырныаузского горно-обогатительного комбината.
Избирался народным депутатом СССР (1989—1991). Делегат XXVII съезда КПСС.
Умер в 2019 году в Нальчике.

## Награды
- Орден Трудового Красного Знамени
- Орден Знак Почёта